# Palais Strozzi (Vienne)

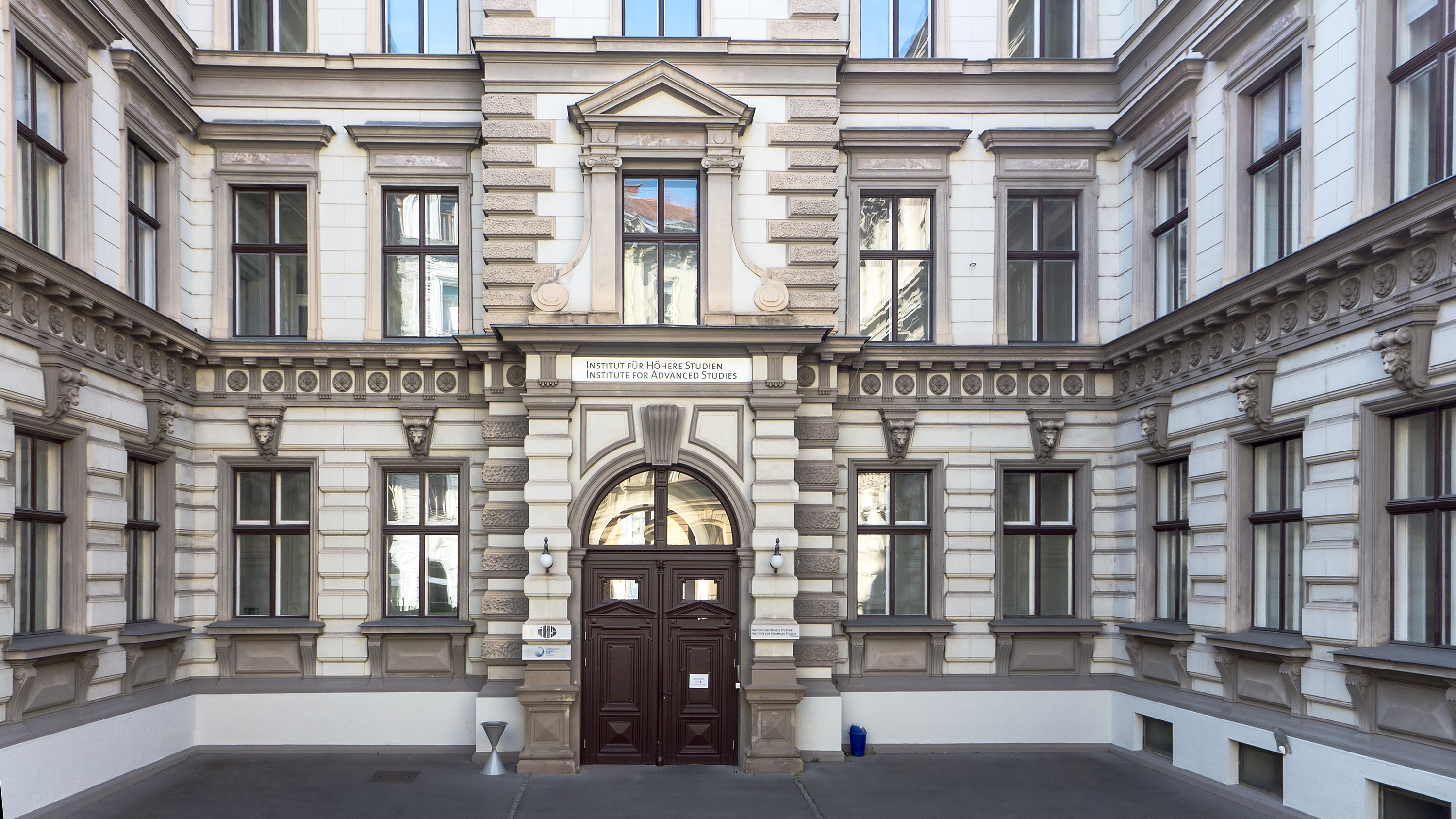
Palais Strozzi

L'ancien palais Strozzi est situé à Vienne dans le quartier de Josefstadt, au numéro 39 de la Josefstädter Straße. Il a été construit entre 1699 et 1702 pour la comtesse Maria Katharina Strozzi, née Khevenhüller. Il est classé monument historique. En 2015, le palais est devenu le siège du centre de recherche de l'Institut d'études avancées,. En 2016, le Complexity Science Hub Vienna a également emménagé dans les locaux du palais.

## Histoire du bâtiment
La comtesse Maria Katharina Strozzi s'est fait construire à l'origine une modeste résidence d'été, qui ne comprenait initialement que l'aile principale d'un étage du palais actuel. Le jardin somptueusement conçu de la comtesse s'étendait cependant jusqu'à la Piaristengasse. L'architecte du bâtiment d'origine n'est pas connu, mais il pourrait provenir de l'entourage de Johann Lukas von Hildebrandt.
Après la mort de la comtesse en 1714, son neveu le colonel Johann Ludwig Graf Khevenhüller hérita de la propriété, qu'il vendit deux ans plus tard à l'archevêque de Valence, Antonio Francesco Folco de Cardona. Il fit agrandir le palais d'été pour y inclure les ailes latérales et le parvis, séparé de la rue par un mur. Folco lègue le palais à l'empereur Charles VI, dont il avait été le conseiller.
Sa fille, l'impératrice Marie-Thérèse, céda le palais à son chancelier Johann Graf Chotek en 1753. Les projets d'agrandissement et la guerre de Sept Ans l'obligent à vendre une grande partie du jardin.
Le palais resta la propriété de la famille jusqu'en 1840, mais fut en partie loué, par exemple au peintre Friedrich von Amerling. Lorsque la pandémie de choléra atteignit Vienne en 1831, le palais servit d'hôpital. En 1840, l'État acheta le bâtiment et y créa un pensionnat pour filles. Le bâtiment étant devenu trop petit pour son nouvel usage, il a dû être agrandi et modernisé. En 1877-1878, le pensionnat de filles fut séparé de la caserne à chevaux qui se trouvait alors en face par une nouvelle aile.
En 1919, le pensionnat pour filles déménage. Le palais était désormais utilisé par la municipalité de Vienne pour le bien-être des personnes handicapées. De 1940 à fin 2012, le bâtiment abritait le bureau des impôts des arrondissements 8, 16 et 17 de Vienne jusqu'à son déménagement au centre financier de Vienne Mitte. En février 2015, il a été annoncé que l'Institut d'études avancées (IHS) déménagerait au Palais et en novembre 2015, le centre de recherche IHS a ouvert dans le palais,.
Le Complexity Science Hub Vienna (CSH), ouvert en mai 2016, est également basé au Palais Strozzi. Un déménagement au Palais Rothschild, sur la Metternichgasse, dans l'arrondissement de Landstrasse, est prévu d'ici la fin de l'été 2024.

## Bâtiment
Le palais de couleur rose et blanche est situé derrière le bâtiment de style wilhelminien construit en 1877/1878. Il y a un escalier ouvert côté jardin, mais l'escalier symétrique côté cour a été démoli. L'intérieur du palais n'est plus conservé, mais lors d'une rénovation générale de 1995 à 1998, des fresques ont été découvertes dans la Sala terrena. Celles-ci ont été construites vers 1740 dans une architecture de grotte en maçonnerie brute avec coquillages et coraux.

## Liens web
- Palais Strozzi dans Histoire de Vienne sur la site de la Ville de Vienne
- Palais Strozzi auf planet-vienna.com
- Palais Strozzi. Dans : burgen-austria.com. Site privé de Martin Hammerl
- k.k. Civil-Mädchen-Pensionat, zeitgenössische Bilder